# Drepanosticta barbatula
Drepanosticta barbatula är en trollsländeart som beskrevs av Maurits Anne Lieftinck 1940. Drepanosticta barbatula ingår i släktet Drepanosticta och familjen Platystictidae. Inga underarter finns listade i Catalogue of Life.